# أغوستين يانيز
اغوستين يانيز ديلغاديلو Agustín Yáñez Delgadillo (4 مايو 1904 في غوادالاخارا,خاليسكو – 17 كانون الثاني / يناير 1980 فيمدينة مكسيكو), كاتب وسياسي مكسيكي بارز, شغل منصب حاكم ولاية خاليسكو و وزير التعليم العام خلال فترة رئاسة غوستافو دياز أورداز. وألف العديد من الكتب، في عام 1952 أصبح عضواً في الأكاديمية المكسيكية للغة, وفي عام 1973 جائزة الأدب الوطنية. Al filo del agua (على حافة العاصفة) نالت أعترافاً عالمياً كتحفة له، وفقاً لموسوعة أدب أمريكا اللاتينية ومنطقة بحر الكاريبي، 1900-2003 لدانيال بالديرستون ومايك غونزاليس, صفحة 616.

## التعليم ومهنة التدريس
درس يانيز القانون في مدرسة القانون في غوادالاخارا والفلسفة في الجامعة الوطنية المستقلة في المكسيك (UNAM). شغل عدة وظائف تدريسية طوال حياته، كان أستاذاً في مدرسة عادية للبنات في غوادالاخارا من عام 1923 إلى عام 1929، وفي ثانوية خوسيه باز كاماشو من عام 1926 إلى عام 1929، وفي جامعة إعدادية في غوادالاخارا من عام 1931 إلى عام 1932, وفي المدرسة الثانوية الوطنية من عام 1932 إلى عام 1953، في UNAM من عام 1942 إلى عام 1953 ومرة أخرى في الفترة من 1959 إلى 1962.

## الكتابات

### المقالات
- فراي بارتولومي دي لاس كاساس، الفاتح الغازي (1942)
- المحتوى الاجتماعي لأدب أمريكا اللاتينية (1943)
- ألفونسو غوتييريز هيرموسيلو وبعض الأصدقاء (1945)
- المناخ الروحي من خاليسكو (1945)
- ملفات مكسيكية (1945)
- ياهواليكا (1946)
- خطب خاليسكو (1958)
- التكوين السياسي (1962)
- أخلاقيون فرنسيون (1962)
- الإسقاط العالمي للمكسيك (1963)
- أيام بالي (1964)
- ثورة الوعي (1964)
- دانتي، مفهوم لا يتجزأ من الإنسان والتاريخ (1965)
- خطب في خدمة التعليم العام (1964,1965,1966)

### الروايات
- أراضي غاليسيا جديد (1928)
- باراليبتون (1931)
- وهم غوتشيتان (1940)
- عبقرية وشخصيات غوادالاخارا (1941)
- زهرة الألعاب القديمة (1942)
- هذا هو سوء الحظ (1945)
- ميليبيا وإيسولدا وألدا في الأراضي الدافئة (1946)
- حواس الهواء، حلقات عيد الميلاد (1948)
- ثلاث قصص (1964)

- الأرخبيل النساء (1943)
- العاطفة والنقاهة (1943)
- على حافة العاصفة (1947)
- الخلق (1959)
- الأرض الضالعة (1960)
- الشاحب والحلوة (1960)
- الأراضي الرقيقة (1962)
- المثابرة النهائية (1967)
- فات الوقت (1973)
- التلال الذهبية (1978)
- سانتا آنا، طيف المجتمع (1981)

## حياته السياسية
أغوستين يانيز كان عضوا في الحزب الثوري المؤسساتي (PRI). شغل منصب حاكم ولاية خاليسكو من عام 1953 إلى عام 1959، وكيل رئيس الجمهورية من عام 1962 إلى عام 1964, وزير التعليم العام من عام 1964 إلى عام 1970. ترأس وفد المكسيك إلى اليونسكو 11 الجمعية العامة في عام 1960.

## روابط خارجية
- أغوستين يانيز على موقع الموسوعة البريطانية (الإنجليزية)